# Panský vrch
Panský vrch (pol. Pański Wierch; 617 m n.p.m.) – niewybitny szczyt w głównym grzbiecie wododziałowym Karpat, w zachodniej części Beskidu Niskiego. Przez szczyt biegnie granica państwowa polsko-słowacka, pozostawiająca jednak sam wierzchołek po stronie słowackiej, ok. 150 m od linii granicznej.
Wznosi się pomiędzy masywem Beskidu (689 m n.p.m.) na północnym zachodzie a  Przełęczą pod Zajęczym Wierchem (też: Przełęcz pod Dębim Wierchem; 566 m n.p.m.) na południowym wschodzie. Stanowi kulminację wydłużonego fragmentu grzbietu, opadającego - już na terenie Słowacji - ku południowemu wschodowi i nazywanego Zajęczym Wierchem (słow. Zajači vrch).
Stoki południowo-zachodnie słabo rozczłonkowane, opadają stromo ku dolinie Ondawy w rejonie słowackiej wsi Vyšná Polianka. Cały szczyt zalesiony, częściowo ładnymi lasami bukowymi.

## Piesze szlaki turystyczne
Przez szczyt, wzdłuż przecinki granicznej biegną:
- polski, znakowany niebiesko  szlak "graniczny" na odcinku Konieczna – Panský vrch – Przełęcz pod Zajęczym Wierchem – Przełęcz Beskid nad Ożenną (590 m n.p.m.) – Ożenna;
- biegnący równolegle słowacki, znakowany czerwono  szlak "graniczny".